# 光 (小説)
『光』（ひかり）は、三浦しをんによる日本の小説、およびそれを原作とする日本の映画。
小説は2008年11月に集英社より出版され、2013年10月に集英社文庫より文庫化された。2017年11月に大森立嗣監督により映画化された。

## あらすじ
東京の離島・美浜島に暮らす中学生の黒川信之は同級生の美花と交際していた。同じく島に暮らす小学生の輔は、父親から虐待を受けており、気に掛けてくれている信之を兄のように慕っていた。唯一の宝物のカメラをいつも持ち歩いて、信之の後をついて歩いている。

ある夜、神社の境内で美花が男に犯されている現場に遭遇した信之は、激昂に任せて男を撲殺してしまう。その直後、島を大津波が襲い多くの人命を奪った。信之、美花、輔、他に数人の大人が生き残ったが、その大半は島を離れる。信之の罪は大災害の影と共に闇に葬られたかに思われた。

25年の月日が経ち、信之は公務員として働き、妻と幼い娘と共に平穏に暮らしていた。美花は本名を隠し、篠浦未喜という芸名で女優として大成していた。過去の経歴や素性を明かさないミステリアスな女優として人気を博している。そんな二人の前に、島で暮らしていた頃の面影はすっかり消え、低賃金の肉体労働に身を費やしている輔が現れる。25年前のあの夜、信之が殺人を犯した瞬間をカメラに収めていた輔はその写真をネタに執拗に付き纏い、美花をも脅迫する。

## 映画
『光』（ひかり）は、2017年の日本のサスペンス映画。大森立嗣が監督と脚本を務める。大森監督が三浦しをんの作品を映画化するのは、『まほろ駅前多田便利軒』『まほろ駅前狂騒曲』に続き3度目。出演は、監督の『さよなら渓谷』に出演した井浦新と、『まほろ駅前多田便利軒』をはじめ3度目の監督とのタッグとなる瑛太。井浦と瑛太は初共演となる。
2017年10月31日、第12回ローマ国際映画祭のオフィシャル・セレクションで上映された。

### キャスト
- 黒川信之 - 井浦新
- 輔 - 瑛太
- 篠浦未喜 - 長谷川京子
- 黒川南海子 - 橋本マナミ
- 小野 - 南果歩
- 洋一 - 平田満
- 山内 - 梅沢昌代
- 信之（14歳） - 福崎那由他
- 美花（14歳） - 紅甘
- 輔（幼少期） - 岡田篤哉
- 黒川椿 - 早坂ひらら

### 製作
撮影は2016年8月20日から9月27日にかけて利島、川崎市近郊で行われた。